# Фіш-енд-чипс

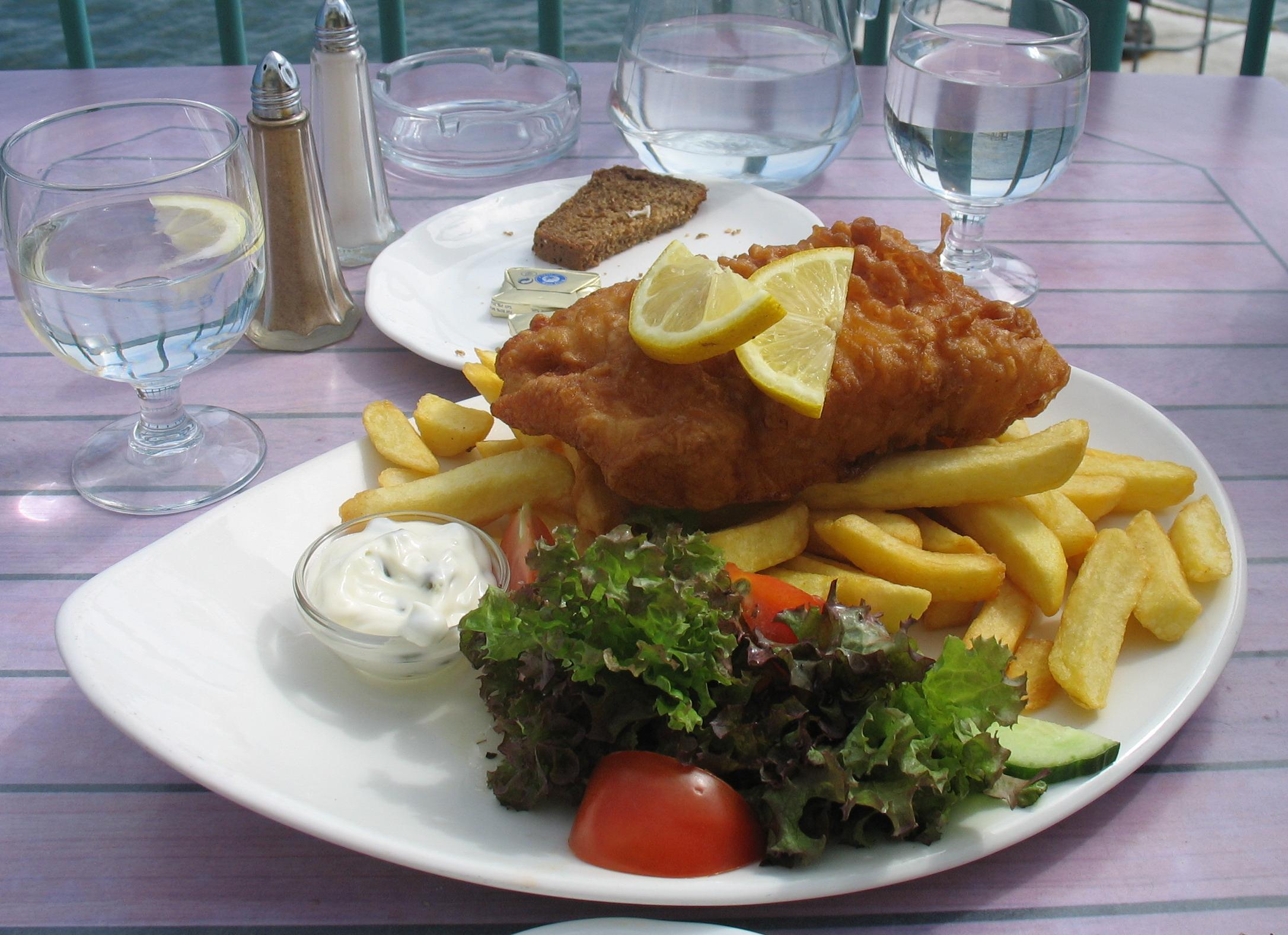
Риба та картопля фрі

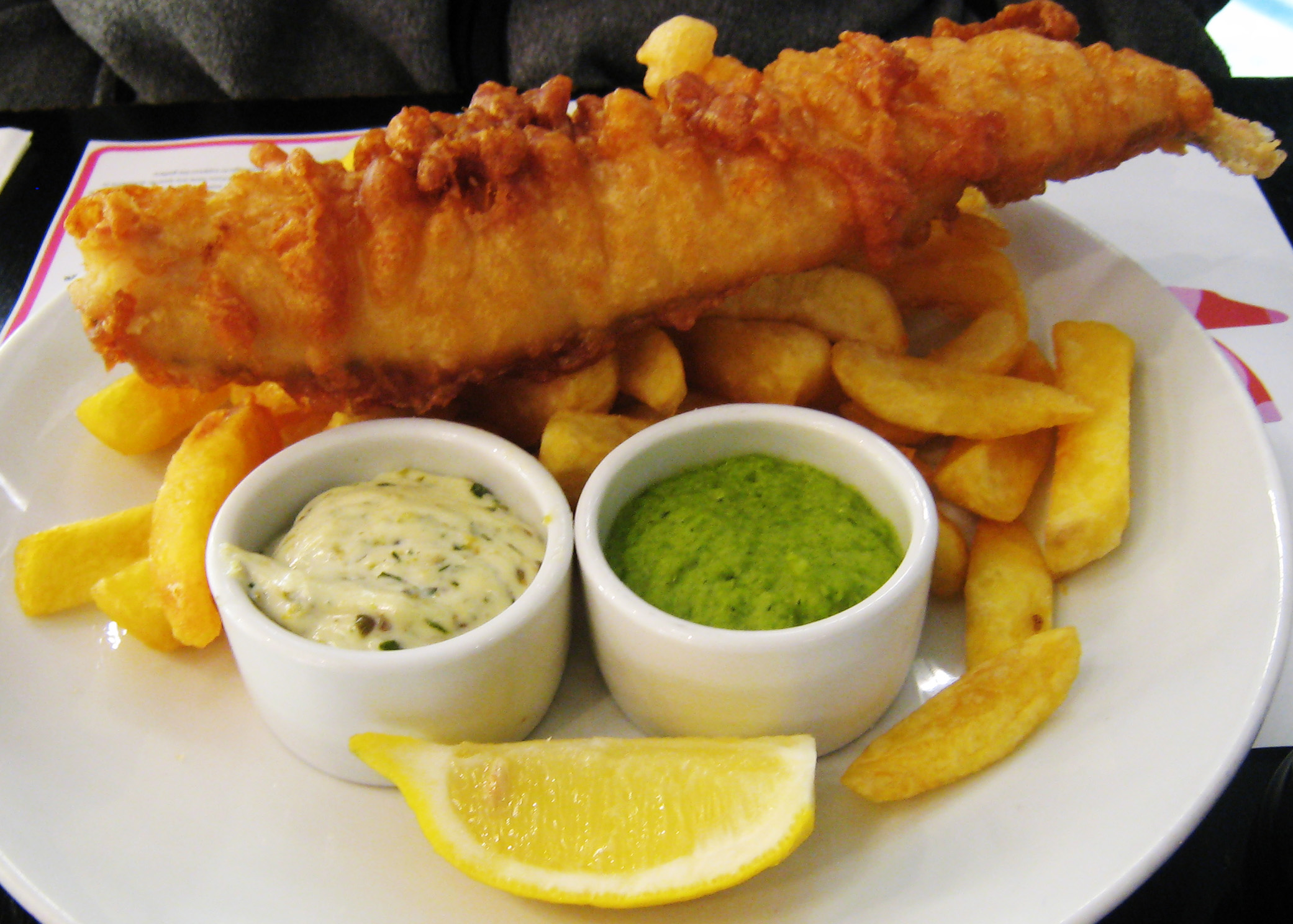
Риба та картопля фрі з гороховим пюре

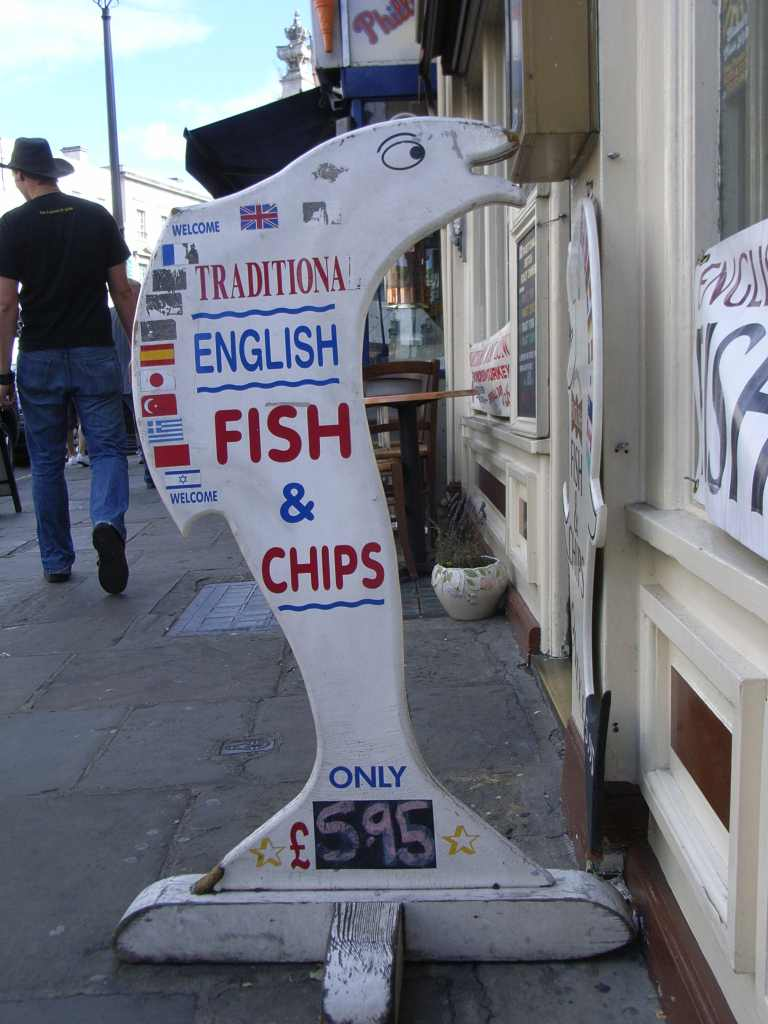
Рекламний щит «Fish & Chips»

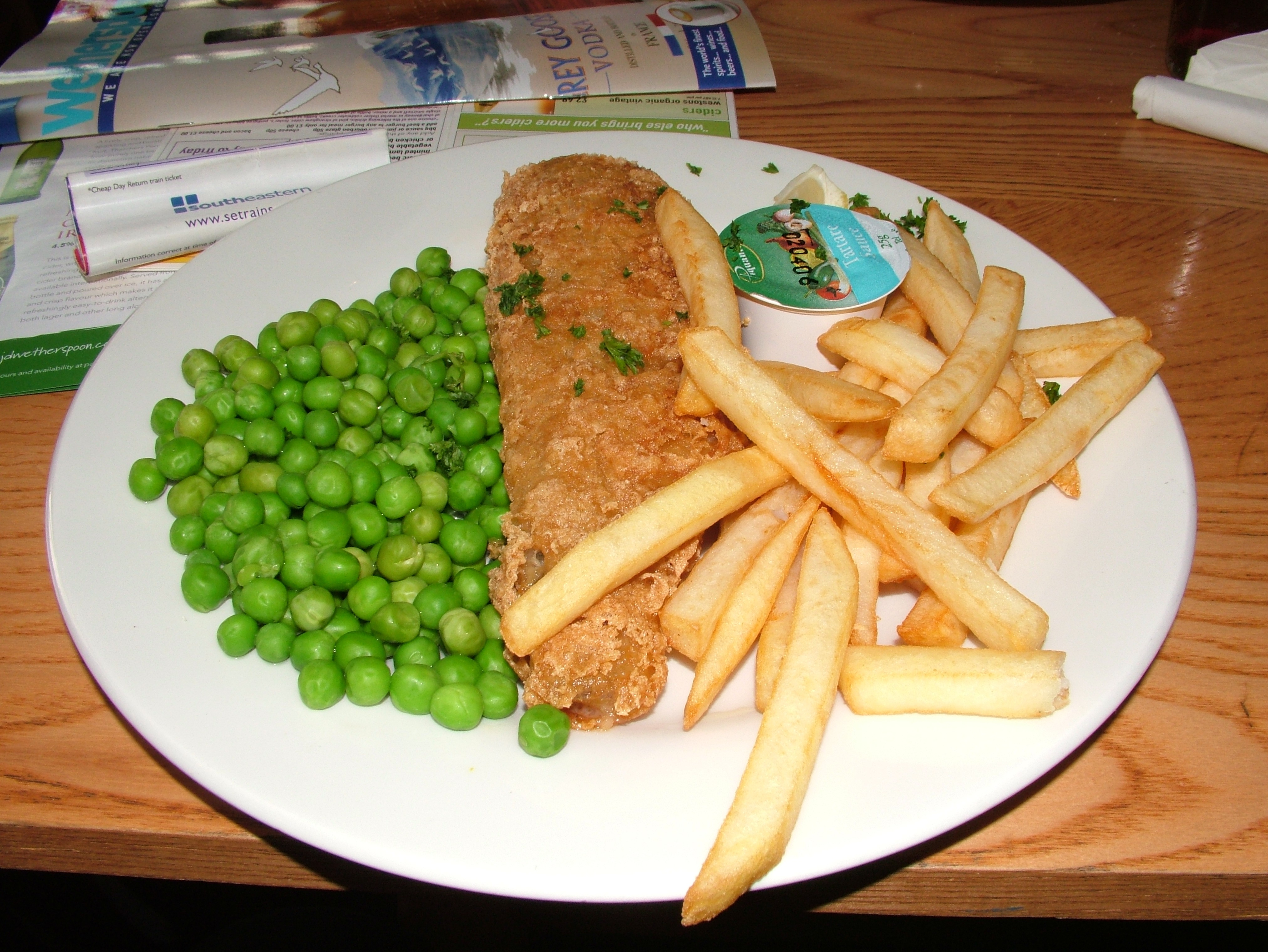
Риба і картопля фрі із зеленим горошком

Фіш-енд-чипс, або фіш-енд-чіпс (англ. fish and chips, fish & chips, fish`n`chips; укр. «риба і картопля фрі») — страва, що складається з риби, обсмаженої у фритюрі і нарізаної крупними скибочками картоплі фрі. Ця страва вважається неофіційною національною англійською стравою і є невід'ємною складовою англійської кухні.

## Приготування

### Риба
Перше місце серед риби, використовуваної для даної страви, традиційно займає тріска, але годяться й інші сорти риби з білим м'ясом: пікша, мерлан, сайда, камбала. У хорошій закусочній «Fish & Chips» відвідувачам завжди пропонується риба на будь-який смак. Важлива умова, щоб риба була свіжою. Рано-вранці її закуповують на рибному ринку.
Для приготування тіста використовується борошно, пекарський порошок і темний англійський ель. Усі компоненти перемішуються до консистенції густого млинцевого тіста. Філе риби нарізається шматочками завтовшки 2–3 см, посипається кукурудзяним крохмалем і занурюється в тісто. Потім шматки риби обсмажуються в киплячій олії при температурі 190 °C, допоки вони не набудуть золотисто-коричневого відтінку. Усередині шматочки риби повинні залишатися соковитими. У закусочних «Fish & Chips» з доброю репутацією знаком якості вважається одночасне приготування не більше 4–5 шматочків філе, щоб кожен відвідувач міг отримати свіжоприготовану порцію. Страва подається гарячою.
Відпалі шматочки тіста, що плавають у фритюрі, іноді збираються і в кінці дня подаються на гарнір. Страва називається Scraps `n` Chips, але має сумнівну репутацію.

### Картопля фрі
Очищена картопля нарізається шматками 1,5×8 см. Перед приготуванням нарізані шматки картоплі на деякий час кладуть у холодну воду, щоб видалити надмірний крохмаль. Потім просушену картоплю розподіляють в один шар у ситі і опускають у гарячий жир або олію. Ідеальна температура приготування становить 185 °C. Картопля готова через 4–6 хвилин, коли вона набуде золотисто-жовтого відтінку і матиме підсмажену, м'яку скоринку. Картопля не повинна бути жорсткою або занадто темного кольору. При домашньому приготуванні картоплю загортають у папір, щоб знизити вміст жиру, а потім ще раз опускають у фритюр на 2–3 хвилини.
У Південній і Центральній Англії, а також у Західній Шотландії картоплю подають із сіллю і солодовим оцтом, а в Північній і Східній Шотландії із сіллю і чаберним соусом.

### Гарнір
Гарнір до риби з картоплею фрі — горохове пюре, маринована цибуля, мариновані огірки або тушкована в томатному соусі квасоля. Доповнення до цієї страви — великий кухоль чаю. В Англії закусочні «Fish & Chips» не мають ліцензії на продаж алкогольних напоїв.

## Культура споживання
Хоча картоплю і рибу фрі нескладно приготувати в домашніх умовах, все-таки дана страва відноситься до системи громадського харчування. Вона продається у вуличних кафе на винос. Традиційно це невеликі кафе або закусочні, найчастіше сімейного типу. Однак рибу з чипсами можна знайти і в меню дорогих ресторанів і пабів. Існує навіть ціла ресторанна мережа, що спеціалізується на цій страві — «Harry Ramsden's».
У минулі часи рибу з картоплею продавали загорнутими у вчорашній номер бульварної газети і їли руками. Зараз ці традиції зникли.

## Історія

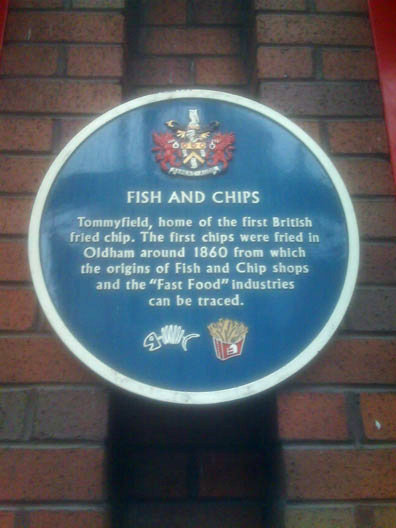
Олдхем — перша закусочна «Fish & Chips» в Англії

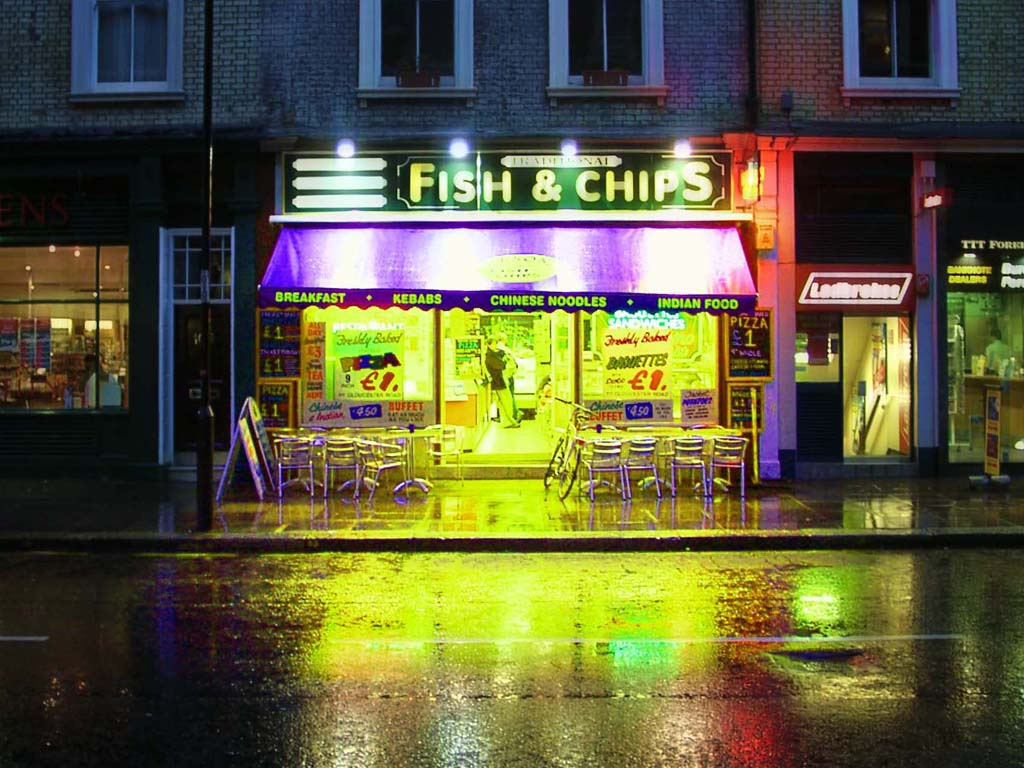
«Fish & Chips»

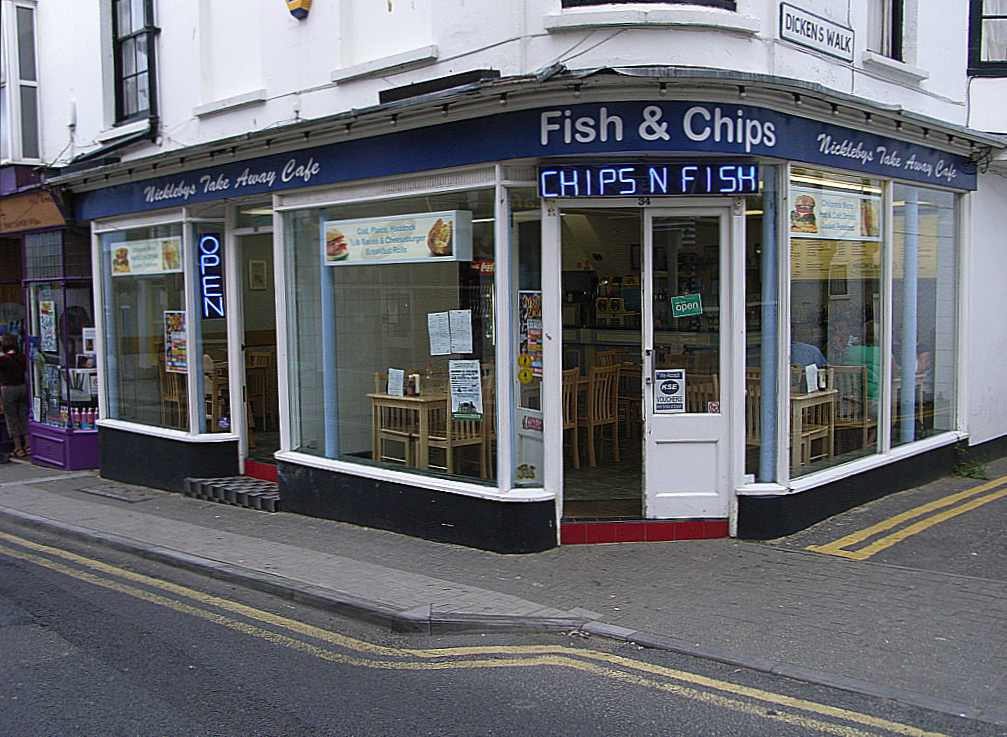
«Fish & Chips»

Походження страви губиться в століттях. Можливо, його складові потрапили до Англії різними шляхами: картопля фрі з Франції, а риба — старовинний місцевий продукт. Але національною стравою воно стало тільки в XIX столітті. Основою його успішного просування були маленькі сімейні підприємства, які традиційно продавали різні харчі на вулицях Лондона та інших великих міст Північної Англії. Лондон із дня свого заснування був центром торгівлі рибою, а на півночі основним продуктом харчування була картопля. Тим не менш, першими чипсами були не картопляні скибочки, а шматочки хліба. Але зі зростанням споживання страви і скороченням запасів білого хліба його поступово змінила картопля, що було, втім, на користь страви, яка стала популярною національною їжею.
Перші закусочні «Fish & Chips» відкрилися в Східному Лондоні 1860 року, а потім поширилися по всій країні. До 1900 року у Великій Британії налічувалося вже більше 30 000 закусочних, що об'єдналися потім у Національну федерацію фритюрників. Під час Першої світової війни ця недорога, поживна страва допомогла уникнути голоду в найбідніших соціальних шарах країни.
1935 року комусь прийшла в голову думка розвозити Fish & Chips на мотоциклі, так з'явилася перша доставка фастфуду.
Під час Другої світової війни ця страва не видавалася за картками, на відміну від більшості продуктів, і була включена в раціон харчування військ. Евакуйованих у сільську місцевість містян також годували нею, розвозячи на спеціальній вантажівці Fish and Chips.
Тільки ближче до кінця XX століття страва втратила колишню популярність. Їх змінили різні кебаби, шаурма і сосиски каррі. Незважаючи на це, у Великій Британії щорічно використовується для приготування Fish and Chips 60 000 т риби та 500 000 т картоплі.
Риба з чипсами знаходить все більше і більше своїх прихильників. Зараз закусочні «Fish & Chips» існують в Ірландії, Канаді, Австралії, Новій Зеландії, Південній Африці, США, Китаї і навіть у Омані.
Щорічно у серпні в італійському місті Барга проводиться фестиваль «Fish & Chips» на знак дружби з Великою Британією.